# 세르히오 에스쿠데로 팔로모
세르히오 에스쿠데로 팔로모(스페인어: Sergio Escudero Palomo, 1989년 9월 2일, 스페인 바야돌리드 ~ )는 스페인의 축구 선수로, 라리가의 바야돌리드에서 레프트 백으로 뛰고 있다.

## 선수 경력
에스쿠데로는 2007년, 레알 무르시아에 합류하였고, 처음에는 세군다 B부에 속한 시니어 B 팀에서 뛰었다. 2009년 6월 13일, 그는 UD 살라망카와의 경기에서 1군 데뷔경기를 가졌고, 풀타임으로 출장하였다. 팀은 이 홈경기를 2부리그 잔류가 확정된 상태에서 2-1로 승리하였다.
에스쿠데로는 2009-10시즌에 주전자리를 꿰찼고, 그는 클럽 내에서 가장 오랜 시간(2250분)동안 출장하였지만, 시즌을 20위로 마감하여 강등되었다. 2010년 3월 말, 라 리가의 명문 레알 마드리드 CF는 그에게 이적제안을 하였지만, 무산되었다.
2010년 여름, 20세의 에스쿠데로는 비공개 이적료로 독일의 FC 샬케 04로 이적하였다. 그는 같은 국적의 호세 마누엘 후라도와 라울 곤잘레스와 더불어 샬케에 새로 영입된 세 명의 스페인 선수 중 한명이었다. 2011년 2월 26일, 그는 1-1로 비긴 1. FC 뉘른베르크전에서 데뷔전을 치렀고, 68분을 소화하였다.

## 수상
FC 샬케 04
- DFB-포칼: 2010-11
- DFL-슈퍼컵: 2011